# Zadný Gerlach
Der Zadný Gerlach (wörtlich „Hintergerlach“; offiziell Zadný Gerlachovský štít, wörtlich „Hintere Gerlsdorfer Spitze“; deutsch Samuel-Roth-Turm, ungarisch Hátsó Gerlachfalvi csúcs, polnisch Zadni Gierlach) ist ein Berg in der Hohen Tatra mit einer Höhe von 2616 m n.m. und sechsthöchster Berg der Slowakei sowie der gesamten Karpaten. Vom südöstlich gelegenen höchsten Karpatenberg Gerlachovský štít (deutsch Gerlsdorfer Spitze) ist der Zadný Gerlach durch den Sattel Gerlachovské sedlo getrennt, im Bergmassiv befindet sich auch die nördlich gelegene Spitze Lavínový štít und der Felsturm Lavínová veža.
Am südwestlichen Hang des Bergs, dem Tal Batizovská dolina zugewandten Seite befinden sich Wrackteile einer Lissunow Li-2, die im Oktober 1944 auf dem Weg zur Unterstützung des noch verlaufenden Slowakischen Nationalaufstandes havarierte.
Zadný Gerlach war lange unbenannt, erst nach dem Tod des Geologen Samuel Roth, dem stellvertretenden Vorsitzenden des Ungarischen Karpathenvereins im Jahr 1889, schlug der Verein vor, den Berg Samuel-Roth-Spitze zu nennen. Nach der Entstehung der Tschechoslowakei kam der Klub Tschechoslowakischer Touristen mit dem Vorschlag Slovenský štít (deutsch Slowakische Spitze), zuletzt hat sich aber die Benennung Zadný Gerlach durchgesetzt, die wie im Namen von Gerlachovský štít auf die ehemalige Zugehörigkeit zur Gemeinde Gerlachov verweist.
Der Berg ist nur mit einem Bergführer zu besteigen, der leichteste Anstieg ist vom Berghotel Sliezsky dom.